# مزايا أن تكون خجولا (رواية)
مزايا ان تكون خجولاً (بالإنجليزية: The Perks of Being a Wallflower)‏ هي رواية لمن هم في مقتبل العمر، مكتوبة بشكل سلسلة من الرسائل، كتبها الروائي الأمريكي ستيفن شبوسكي. الذي قضى أكثر من سنة في لائحة الكتّاب الأفضل مبيعاً في نيويورك تايمز. نشرت هذه الرواية ب 31 لغة حول العالم. نشرت لأول مره في الأول من فبراير عام 1999 بواسطه MTV . روى القصة مراهق انطوائي اسمه المستعار «تشارلي»، الذي وصف مختلف تجارب الحياة من خلال سلسلة من الرسائل لشخص مجهول. وفي 2012 حوّل تشبوسكي، بصفته مخرجا، الرواية إلى فيلم وكان أبطاله لوجان ليرمان وايزرا مايلر وإيما واتسون.
بدأت القصة في وقت مبكر من التسعينات، حيث تتبع تشارلي خلال سنته الأولى من الثانوية في ضاحية بيتسبرغ. تشارلي هو المسمى ب wallflower (الخجول) في الرواية، ذكائه يفوق عمرة ه، فهو مفكر غير عادي؛ ومع ذلك، كما بدأت القصة، تبين أنه خجول أيضاً وغير معروف بين أقرانه.

## ملخص حبكة الرواية
يبدأ الكتاب بصبي يبلغ من العمر 15 عاماً يدعى تشارلي، فهو يكتب رسائل عن حياته ويرسلها إلى شخص مجهول، ويناقش كيف بدأ في المدرسة الثانوية وخوفه منها بسبب انتحار صديقه الوحيد «مايكل» قبل عامين.
تشارلي هو الخجول (wallflower) الذي صاحب شخص أكبر منه سناً يدعى «باتريك». حيث كان باتريك مثلي جنسياً ويواعد سراً لاعب كرة قدم، وهو من قدم تشارلي لأخته غير الشقيقة سام، فإنجذب تشارلي لسام، التي على ما يبدو أن لديها حبيب، لكنهما لم يتحدثا منذ مدة. وإنضم تشارلي لمجموعتهم وبدأ في السيطرة على ذكريات الماضي عن موت عمته هيلين في عيد ميلاده.
بدأ تشارلي بمواعدة ماري اليزابيث، إحدى أعضاء المجموعة، لكن سرعان ما كَرِهَ كيف أصبحت العلاقة من طرف واحد، وأثناء لعبة حقيقة أم تحدي، تحدوه أن يقبل أجمل فتاة في الغرفة، فقبل سام، فهذا كان سبب ترك المجموعة له مع تحذير باتريك له بإن يبقى بعيداً، فبدأت الذكريات عن عمته هيلين بالعودة مرة أخرى.
في أحد الأيام وأثناء فترة الغداء، ضُرِبَ باتريك من قبل مجموعة من لاعبي كرة القدم لأنه كان يتحدث لاحد اللاعبين (الذي يكون حبيبه)، وذلك لأن صديقه دعاه بالنكرة والشاذ (لوطي)، فأنقذه تشارلي من الشجار الذي حدث، وبعدها أعادوه إلى مجموعتهم مرة أخرى. شارفت سنه الدراسة على الإنتهاء وكان ذلك سبب قلق تشارلي، فعَلِمَ بعد مدة أن سام ستذهب لتكمل دراستها الجامعية، وساعدها في حزم حاجياتها، فتحدثوا عن مشاعره تجاهها، وغضِبَت لأنه لم يقل أي شيء مطلقاً، ثم قبلوا بعضهم، ولمست فخذيه عن غير قصد، فشعر بالخوف لكنه لم يقل شيء.
في اليوم التالي، واجه تشارلي فيضاً من العواطف وسيلاً من الذكريات عن عمته هيلين تلمسه بنفس الطريقة التي فعلتها سام. في الخاتمة، يتضح أن عمته هيلين تحرشت به جنسياً عندما كان صغيراً، لكن بسبب حبه لها قمع هذه الذكريات، قرر تشارلي بعد ذلك دخول مصحة نفسية وبعد خروجه أتوا باتريك وسام لزيارته.
وصف تشارلي ماضيه، قائلاً «حتى لو لم يكن لدينا القدرة لاختيار من أين أتينا، لا يزال بوسعنا أن نختار أين نذهب من هناك»، وتوقف عن كتابة الرسائل لصديقه الخيالي، وبدلاً من ذلك قررممارسه الحياة.

## الأدب
عين أستاذ تشارلي للغة الإنجليزية في الرواية عددا من الكتب لقراءتها، ووصف تشارلي كل منهم بأنها مفضلة لديه وهي:
- أن تقتل عصفورا محاكيا، للكاتب هاربر لي
- بيتر بان، للكاتب جيمس ماثيو باري
- غاتسبي العظيم، للكاتب فرنسيس سكوت فيتزجيرالد
- الحارس في حقل الشوفان، للكاتب جيروم ديفيد سالينغر
- على الطريق، للكاتب جاك كيروك
- الغداء العاري، للكاتب ويليام بوروز
- والدن، للكاتب هنري ديفد ثورو
- هاملت، للكاتب ويليام شكسبير
- الغريب، للكاتب ألبير كامو
- المنشاء، للكاتبة اين راند
- هذا الجانب من الفردوس، للكاتب فرنسيس سكوت فيتزجيرالد
- السلام المنفصل، للكاتب جون نولز

ورد في الكتاب أيضاً كتاب قصائد للكاتب إدوارد ايسلان كامينغز، وعمده شارع كاسترو للكاتب راندي شيلت، وكتاب ان رايس، وأيضاً سيرة امرأة التي كانت إحدى شخصيات ريدز، وعلى الأرجح ايما قولدمان. قصيدة «شخص / ورقه / وعد» للكاتب ايرل روم ذكرت ايضاً.

## فيلم
كما ذكرت هذه الأفلام والبرامج التلفزيونية:
- العرض المصور لروكي الرعب
- انها حياة رائعه
- المنتجون
- ريدز
- M*A*S*H
- الخريج
- هارولد ومود
- حياتي ككلب
- مجتمع الشعراء الاموات
- الحقيقة التي لا تصدق
- ليله من الحي الميت
- هانا واخواتها

## مواضيع الرواية الأساسية
حدد الناقد بعض المواضيع الرئيسية لتكون واقعاً للمراهقين وحنيناً للبالغين، وقال ديفيد ادلشتاين أن شبوسكي صور «شعور عندما تنتمي لمجموعه من الرفاق، لكن قريباً ما تكون وحيداً» ولاحظ ايضاً ان «آلم الفقد... يكون تقريباً بنفس حدة النعيم»، ويعتقد انه «الحنين مركزاً على العودة للوطن و» الألم". وقال ناقد اخر، مارتي بيكرمان، ان سبب ارتباط " المنافع «(perks) مع المراهقين هو لأنها حقيقية، وأن الحالات التي تحدث» عالمية ومنتشرة جداً وتحدث لكثير من المراهقين والشباب.

## أسلوب الرواية
كُتِبَت الرواية على شكل سلسلة من الرسائل مرسلة من تشارلي إلى شخص مجهول، وقال تشبوسكي أن تقدم القصة من خلال الرسائل «يُشعر بالحميمية» و «كأن تشارلي يتحدث إليك».

## الخلفية
على نحو ما يستند تشارلي على تشبوسكي، وقال تشبوسكي في مقابلة أجريت معه أن تشارلي يمثل كل آماله، وعلاوة على ذلك وصف تشارلي بأنه من أقرب الشخصيات لقلبه وذلك في مقابلة آخرى.